# Théodore Rousseau
Étienne Pierre Théodore Rousseau (15. april 1812 - 22. december 1867) je bil francoski slikar Barbizonske šole.

## Življenje

### Mladost
Rodil se je v Parizu v Franciji v meščanski družini. Sprva je dobil osnovno stopnjo znanja, kmalu pa je pokazal sposobnost za slikanje. Čeprav je oče odločitev sprva obžaloval, se je sprijaznil s sinovim poklicem ko je zapustil poslovanje. Ves čas umetnikove kariere (ker je preživel sina) pa je bil njegov simpatizer v vseh njegovih konfliktih z oblastmi Pariškega salona. Théodore Rousseau je delil težave romantičnih slikarjev iz leta 1830 in si za svoje slike zagotovil mesto na letni pariški razstavi. Vpliv klasično usposobljenih umetnikov je bil proti njim in šele leta 1848 je bil Rousseau primerno  predstavljen javnosti. 
Na Salonu 1831, 1833, 1834 in 1835 je razstavil šest del, vendar je leta 1836 njegovo veliko delo Paysage du Jura [La descente des vaches] žirija odklonila. V Salon je med letoma 1836 in 1841 poslal skupno osem nadaljnjih del, vendar nobeno od njih ni bilo sprejeto. Potem na Salon ni prinesel del  vse do leta 1849, ko so bile sprejete vse tri njegove slike. V tisku ni bil brez pohval in z naslovom "le grand refusé" je postal znan po spisih svojega prijatelja Théophila Thoréja, kritika, ki je potem prebival v Angliji in pisal pod imenom Burger.
V teh letih umetniškega izgnanstva je Rousseau ustvaril nekaj svojih najboljših slik: Kostanjeva avenija, Marš v deželi (zdaj v Louvru), 'Slana (zdaj v Ameriki) in leta 1851, po reorganizaciji Salona leta 1848, je razstavil svojo mojstrovino, 'Rob gozda (tudi v Louvru) in slika, ki je podobna po obravnavi, vendar po vsebini nekoliko različna, imenovana Jasa v Fontainebleauškem gozdu, v zbirki Wallace v Hertford House, London.

### Barbizon in zrelost
Do tega obdobja je Rousseau v Barbizonu živel le občasno, vendar se je leta 1848 naselil v vasi in večino preostalih dni preživel v bližini. Zdaj je lahko za svoje slike pridobil pošteno ceno (toda le približno desetino njihove vrednosti trideset let po njegovi smrti), število njegovih občudovalcev pa se je povečalo. Oblasti ga še vedno niso upoštevale, saj je bil Narcisse Virgilio Diaz leta 1851 imenovan za Chevalierja  legije čati , Rousseau je bil v tem času neprijavljen, a je bil kmalu zatem nominiran in prejel križec. Sčasoma je postal častnik Legije časti.
Na svetovni razstavi Exposition Universelle leta 1853, kjer so bile zbrane vse Rousseaujeve zavrnjene slike iz prejšnjih dvajsetih let, so bila njegova dela priznana kot ena izmed najboljših razstavljenih skupin. Toda po neuspešni prodaji njegovih del na dražbi leta 1861 je razmišljal, da bi Pariz zapustil in šel v  Amsterdam ali London ali celo New York.

### Pozna leta
Rousseau je nato doživel vrsto nesreč. Njegova žena, ki je bila dolga leta nenehno tesnobna, je postala skoraj brezupno nora; njegov starejši oče je postal denarno odvisen od njega; njegovi pokrovitelji so bili maloštevilni. Še več, medtem ko je bil začasno odsoten z invalidno ženo, je mladostnik, ki je živel v njegovem domu (prijatelj njegove družine), v njegovi koči v Barbizonu storil samomor; ko je leta 1863 obiskal Alpe in naredil skice Mont Blanca, je nevarno zbolel za vnetjem pljuč in ko se je vrnil v Barbizon, je trpel zaradi nespečnosti in postopoma oslabel.
Za razstavo 1867 je bil izvoljen za predsednika likovne žirije; vendar je njegovo razočaranje ob zavrnitvi boljše nagrade morda vplivalo na njegovo zdravje, saj je avgusta postal paraliziran. Nekoliko si je opomogel, a ga je jeseni spet večkrat napadlo. Novembra se mu je stanje poslabšalo in umrl je v prisotnosti svojega vseživljenjskega prijatelja Jeana-Françoisa Milleta 22. decembra 1867. Millet, kmečki slikar, do katerega je imel Rousseau največ spoštovanja, je bil z njim veliko časa v zadnjem leta njegovega življenja in ob njegovi smrti je Millet prevzel odgovornost za noro ženo.
Drugi prijatelj in Rousseaujev sosed, Jules Dupré, sam ugleden krajinski slikar Barbizona, navaja težave, ki jih je Rousseau doživel, ko je dokončal sliko, in kako bi on, Dupré, včasih iz ateljeja odnesel nekaj platna, na katerem je Rousseau delal predolgo. Rousseau je bil tudi Diazov dober prijatelj, učil ga je slikanja dreves, kajti do določene točke v karieri je Diaz menil, da lahko slika le figure.

## Delo
Rousseaujeve slike so vedno grobega značaja, z vzdušjem izjemne melanholije. Dobro so zaključili, ko so  menili, da so dokončane slike, toda Rousseau je toliko časa porabil za razvoj svojih tem, da je njegovih absolutno dokončanih del relativno malo. Mnogo platen je pustil z deli slike, ki so bili podrobno realizirani in z ostanki nekoliko nejasni; pa tudi lepo število skic in risb v vodeni barvi. Njegova enobarvna peresna dela na papirju so redka. V Louvru je več dobrih fotografij, zbirka Wallace pa vsebuje eno njegovih najpomembnejših Barbizonskih slik. Primer je tudi v zbirki Ionides v muzeju Victoria in Albert v Londonu.

## Slike
- Ribiška vas, 1831, olje na platnu
- Študija drevesnega debla, 1833; olje na platnu, Musée des Beaux-Arts de Strasbourg
- Nevihta nad Mont Blancom, 1834; olje na platnu
- Močvirje v Les Landes, 1844, olje na panel, Walters Art Museum
- Travnik omejen z drevesi, c. 1845; olje na panel, Metropolitan Museum of Art
- Nevihtno razpoloženje v Montmartre, 1845-48, barva na  panel, Musée d'Orsay
- Pogled na ravnico Montmartre, c. 1848, olje na panel, Thyssen-Bornemisza Museum
- Oglarska koča v Fontainebleauškem gozdu, c. 1855, olje na platnu, Thyssen-Bornemisza Museum
- Študija hrasta, c. 1857-67, risanje črno-bele krede na papir, Museum of Fine Arts, Houston
- Veliki hrasti starega Bas-Bréauja , 1864, olje na platnu, Museum of Fine Arts, Houston